# Georges Hüe
Georges Hüe   (Versalles, 6 de maig de 1858 - París, 7 de juny de 1948) fou un compositor francès.
Fou deixeble de É. Paladilhe i de N. H. Reber en el Conservatori de París, i el 1879 aconseguí el Prix de Rome per la cantata Médée. El 1881 estrenà en l'Òpera Còmica Les deux pantins, i després donà una sèrie d'obres de gèneres diversos que situaren Hüe entre els més distingits compositors francesos. El 1922 succeí a Saint-Saëns en l'Acadèmia de Belles arts.

En els primers anys es deixà arrossegar per la poderosa corrent wagneriana, reaccionant després fins a aconseguir crear-se un estil propi, que es distingeix per la seva gracia i originalitat. Ell mateix va definir la seva professió de fe artística amb la frase:
| « | Ni reacció, ni revolució. | » |

Entre les seves òperes es compten:
- La belle au bois dormant (1894);
- Les Romanesques (1901);
- Le roi de París (1901);
- Titania, tal vegada la millor de la seva producció (1903);
- Le miracle (1910);
- Dans l'ombre de la cathédrale, presa de La catedral de Vicent Blasco Ibáñez (1922).

Entre les seves altres produccions, cal mencionar: Rubenzahl, poema simfònic (1886), Fantasia, per a flauta i orquestra; Emotions, poema simfònic, i les col·leccions de melodies vocals: Les chansons printanières; Jeunes chansons sur de vieux airs; Les chansons du valet de coeur; Croquis d'Orient; Esquisses marocaines, i Versailles.